# 장곡사

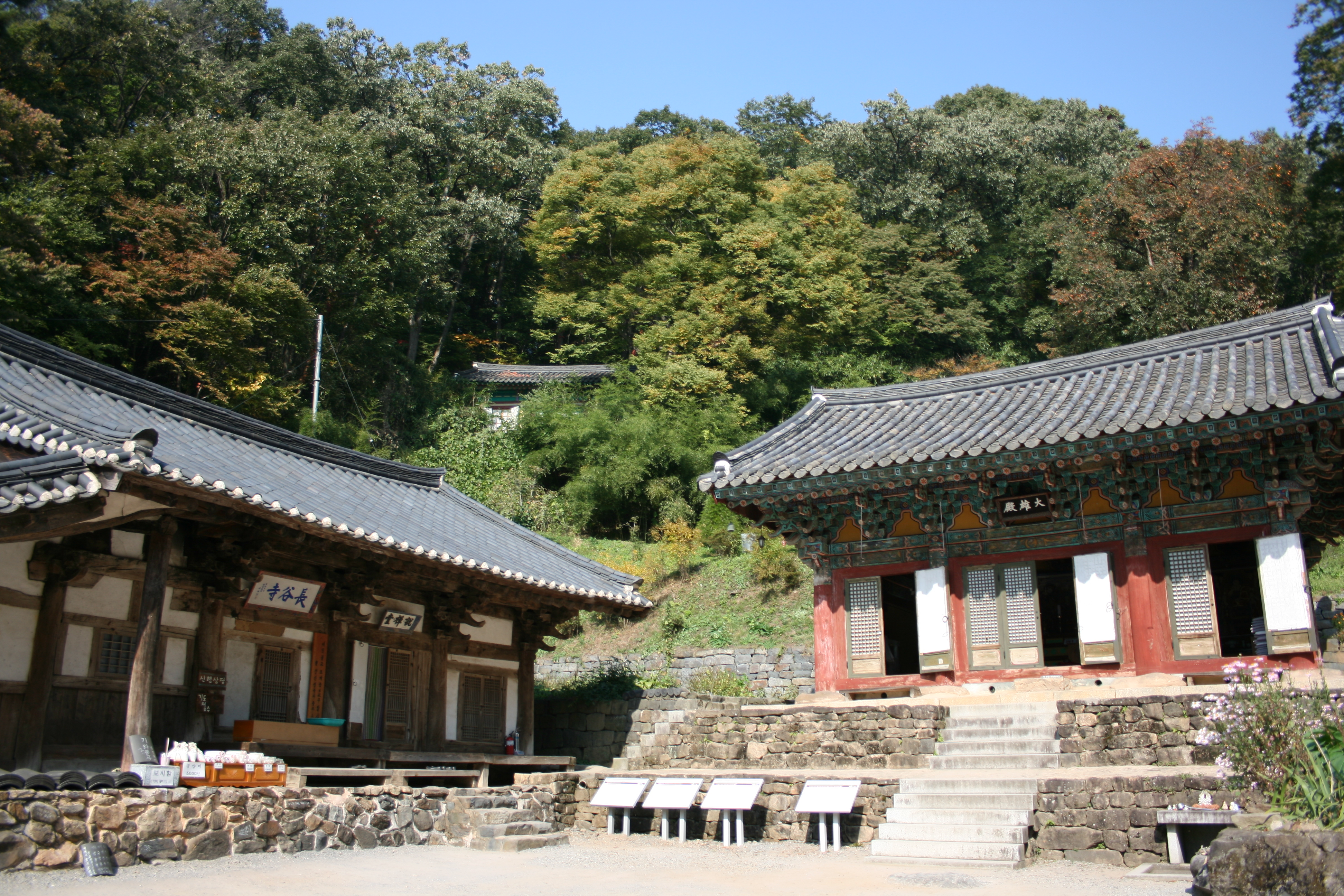
장곡사의 모습.

장곡사(長谷寺)는 충남 청양군 대치면 장곡리 소재한 사찰이다. 칠갑산 남쪽 기슭에 자리 잡고 있는 가람으로 신라 문성왕 12년(AD 850) 보조선사 체징이 창건한 것으로 전하며 이후 여러 차례 중수를 거듭했다. 장곡사 철조약사여래좌상부석조대좌(국보 제58호), 장곡사 미륵불괘불탱화(국보 제300호), 상하대웅전(보물 제162호·제181호), 장곡사 철조비로자나좌상부석조대좌(보물 제174호), 금동약사여래불좌상(보물 제337호), 설선당(유형문화재 제273호) 등 전국적으로 보기 드문 많은 문화재를 간직하고 있다. 또한 장곡사는 다른 가람에서는 찾아볼 수 없는 상·하 대웅전을 가지고 있는 것이 특징이며 약사여래 기도도량으로도 유명하다.

## 같이 보기
- 청양 장곡사 상 대웅전
- 청양 장곡사 미륵불괘불탱
- 청양 장곡사 금동약사여래좌상
- 청양 장곡사 설선당
- 청양 장곡사 철조약사여래좌상 및 석조대좌
- 청양 장곡사 하 대웅전
- 영식필 산신도 장곡사본
- 청양 장곡사 철조비로자나불좌상 및 석조대좌